# Jósef Schweidel
Jósef Schweidel (1802-1849) est un général hongrois exécuté pour sa participation à la révolution hongroise de 1848. Il est l'un des 13 martyrs d'Arad.